# Stictoponera binghamii
Stictoponera binghamii (лат.) — вид примитивных тропических муравьёв рода Stictoponera из подсемейства Ectatomminae (ранее в составе Gnamptogenys).

## Распространение
Встречаются в Юго-Восточной Азии: от Индии до Папуа Новой Гвинеи, включая Бирму и Китай.

## Описание
Длина тела около 4 мм. От близкого вида Stictoponera bicolor отличается одноцветной окраской тела (голова, брюшко и грудь оранжево-рыжие) и формой постпетиолярного выступа (он субквадратный, а не треугольный или полигональный). Стебелёк между грудкой и брюшком состоит из одного узловидного членика (петиоль). Голову и всё тело покрывают глубокие бороздки. Усики 12-члениковые. Глаза среднего размера, выпуклые. Челюсти субтреугольные. Вид был впервые описан в 1900 году швейцарским мирмекологом Огюстом Форелем (Auguste-Henri Forel; 1848—1931) под первоначальным названием Ectatomma (Stictoponera) binghamii Forel, 1900 по материалам из Бирмы.
В 2022 году род Gnamptogenys был разделён на несколько (Alfaria + Gnamptogenys + Holcoponera + Poneracantha + Stictoponera) и данный вид перенесён в состав рода Stictoponera.